# Les Planes (Hospitalet de Llobregat)
Les Planes es un barrio de Hospitalet de Llobregat, en el área metropolitana de Barcelona (España). Está clasificado territorialmente dentro del Distrito IV, junto con La Florida. Limita con los barrios de La Florida, La Torrassa, Pubilla Casas, Can Serra y Sant Josep.
El barrio, que se creó a partir de las migraciones de la década de 1960. El parque de Les Planes es el más extenso de la ciudad. Precisamente alrededor de esta zona verde se extiende el núcleo urbano de Les Planes, integrado dentro del mismo barrio, pero con algunas diferencias de carácter administrativo. Los principales ejes viarios son las avenidas del Masnou, de Ponent y Cataluña, que son importantes zonas comerciales y residenciales.
En este barrio se encuentra la Comisaría de los Mozos de Escuadra, el parque de Bomberos y el cementerio municipal. 

## Transporte público
Está comunicado con el resto de la ciudad gracias a los autobuses y con la estación de metro Florida de la línea 1.